# Giovinezza (film 1932)
Giovinezza è un film del 1932 diretto da Mario Baffico.